# آنی کمپل-اورد
آنی کمپل-اورد (انگلیسی: Annie Campbell-Orde؛ زادهٔ ۵ اکتبر ۱۹۹۵) قایقران روئینگ زن اهل بریتانیا است.
وی در مسابقات کشوری و بین‌المللی در مجموع برندهٔ ۲ مدال نقره شده است.